# Nancy R. Sottos
Nancy R. Sottos ist eine US-amerikanische Materialwissenschaftlerin an der University of Illinois at Urbana-Champaign. Sie gilt als Expertin für selbstheilende Materialien.
Sottos erwarb 1986 an der University of Delaware einen Bachelor, 1991 ebendort einen Ph.D., jeweils in Maschinenbau (Mechanical Engineering). Als Postdoktorandin arbeitete sie am Imperial College London, dem Naval Air Development Center in Warminster, Pennsylvania, und wiederum an der University of Illinois at Urbana-Champaign. Hier erhielt sie 1991 eine erste Professur und stieg bis 2002 zu einer ordentlichen Professur auf. Stand 2022 hat Sottos eine dort Stiftungsprofessur inne (Swanlund Endowed Chair) und ist Leiterin (Chair) der Abteilung für Materialwissenschaften und Ingenieurwesen.
Sottos hat laut Google Scholar einen h-Index von 89, laut Datenbank Scopus einen von 78 (jeweils Stand Juli 2022).
Seit 2020 ist sie Fellow der American Association for the Advancement of Science und Mitglied der National Academy of Engineering, seit 2022 Mitglied der American Academy of Arts and Sciences und der National Academy of Sciences. Für 2023 wurde ihr die Nadai Medal der American Society of Mechanical Engineers zugesprochen.